# A földkerekség legnagyobb show-ja
A földkerekség legnagyobb show-ja (eredeti cím: The Greatest Show on Earth) 1952-ben bemutatott amerikai drámafilm, amelyet Cecil B. DeMille rendezett és készített. A filmet technicolorban forgatták, és a Paramount Pictures adta ki. A Ringling Bros. és Barnum & Bailey Cirkuszban játszódó film főszereplői Betty Hutton és Cornel Wilde trapézművészek, akik a központi ringért versenyeznek, Charlton Heston pedig a cirkuszigazgatót alakítja, aki a show-t vezeti. James Stewart mellékszerepben egy titokzatos bohócot játszik, aki még az előadások között sem veszi le a sminkjét, míg Dorothy Lamour és Gloria Grahame szintén mellékszerepekben tűnnek fel.
A filmben a filmszereplőkön kívül a Ringling Bros. és Barnum & Bailey Cirkusz 1951-es valódi társulata is megjelenik, 1400 emberrel, több száz állattal és 60 vasúti kocsinyi felszereléssel és sátorral. A színészek megtanulták cirkuszi szerepeiket, és részt vettek a mutatványokban. A film történetét pazar produkciós értékek, valódi cirkuszi mutatványok, valamint dokumentumfilmek, a ringek mögé tekintve a nagycirkuszok bonyolult logisztikájába vetett pillantások támogatják.
A film két Oscar-díjat nyert, a legjobb film és a legjobb történet kategóriában, valamint jelölték a legjobb jelmezterv, a legjobb rendezés és a legjobb vágás kategóriában is. Golden Globe-díjat kapott a legjobb operatőri munkáért, a legjobb rendezésért és a legjobb drámai filmért.

## Cselekmény
Brad Braden a világ legnagyobb vasúti cirkuszának nemes egyszerűségű vezérigazgatója. A show igazgatótanácsa inkább egy rövid, 10 hetes szezont tervez, minthogy megkockáztassa a napi 25.000 dolláros veszteséget a háború utáni ingatag gazdaságban. Brad alkut köt, hogy a cirkusz addig maradjon műsoron, amíg nyereséget termel, és így az 1400 artistát és segédmunkást továbbra is tudja foglalkoztatni. Amellett, hogy az előadás nyereséges maradjon, más komoly problémákkal is szembe kell néznie.
Brad első problémája a barátnője, Holly, aki arra számít, hogy ő lesz a show sztárja. Meg kell mondania neki, hogy a lány kikerült a belső gyűrűből. A menedzsment ragaszkodik ahhoz, hogy Nagy Sebastiant, egy világklasszis trapézművészt alkalmazzon. Holly dühös. Megszakad a szíve is, mert Brad nem hajlandó elismerni az iránta érzett szerelmét.
Brad második problémája Sebastian, „a levegő lezser királya”, egy nőcsábász, akinek ügyei mindig gondot okoznak a műsorok menedzsmentjének, olyannyira, hogy az egyik igazgatósági tag kijelenti: „Minden műsort tönkretett, amiben eddig dolgozott!”.
A harmadik problémája Harry, egy csaló középutas koncessziós vállalkozó, aki egy Mr. Henderson nevű gengszternek dolgozik. A Ringling Bros. tiszta show-t vezet, és Henderson tudja, hogy Brad nem sok szabálytalanságot tűr el.
A baj a szeretett Buttons, a bohóc számára is készülődik, aki soha nem jelenik meg smink nélkül. Az egyik előadás során Buttons-t figyelmezteti az anyja, hogy „ők” kérdezősködtek felőle. Buttons elsősegélynyújtásban való jártassága orvosi hátteret sejtet. Holly talál egy újságcikket egy könyörületes gyilkosról, de nem hozza kapcsolatba a feleségét megölő orvost Buttons-szal.
Sebastian megérkezik, és két korábbi szeretője fogadja: Angel, aki a betegesen féltékeny Klausszal lép fel az elefántműsorban; és Phyllis, aki egy déltengeri extravagáns műsorszámmal lép fel, kettős szerepben, mint „vasáll” művész és énekesnő. Sebastian vonzódik Hollyhoz, és felajánlja neki a középső gyűrűt. Amikor Brad visszautasítja, Holly megfogadja, hogy az ő gyűrűje lesz a figyelem középpontjában. A légtornászok közötti verseny egyre merészebbé és veszélyesebbé válik. A párbaj akkor ér véget, amikor Sebastian leveszi a védőhálóját, és egy balul sikerült mutatvány során súlyos sérüléseket szenved egy zuhanás során. Buttons ápolja őt, a műsor orvosa pedig csodálatát fejezi ki. Holly végre megkapja a középső gyűrűt és a sztárszereplést, de nem úgy, ahogyan szerette volna. Brad nem tudja megvigasztalni, mert most már szerelmes Sebastianba.
Amikor Harryt rajtakapják, hogy csalja a vásárlókat, Brad kirúgja. Harry bosszút esküszik. Néha-néha felbukkan a műsor perifériáján, ahol kockajátékot játszik és elégedetlenséget szít, különösen Klausszal szemben.
Néhány hónappal később Sebastian újra csatlakozik a műsorhoz. Jobb karja lebénult. A bűntudattól gyötört Holly szerelmet vall egykori riválisának az érzéketlen Brad felett. Angel bolondnak nevezi Hollyt, „amiért szétverte a cirkusz legcsinosabb pasiját”, és szemet vet Bradre. Egy párt alkotnak. Klaus nem tudja elfogadni, hogy Angel nem akarja őt, és azzal fenyegetőzik, hogy bántani fogja egy elefántbemutató során. Brad gyorsan közbelép, hogy megmentse Angelt, és kirúgja Klaust.
Az egyik standnál Gregory különleges ügynök az FBI-tól megjelenik a telken a bontás közben, és megkérdezi Bradet, hogy a cirkuszi orvos hasonlít-e egy emberre, akit ő régóta keres. Brad még sosem látta Buttons-t smink nélkül, és nem ismeri fel a képen látható férfit. A nyomozó felszáll a vonatra, hogy folytassa a nyomozást. Amikor Buttons elmondja Bradnek, hogy Sebastian érzi a sérült kezét - ami annak a jele, hogy a fogyatékossága nem végleges -, Brad felismeri a kapcsolatot, és mellékesen megjegyzi, hogy a rendőrség a következő standnál ujjlenyomatot vesz mindenkitől. Ezzel arra utal Buttonsnak, hogy tűnjön el, amíg Gregory el nem hagyja a műsort, hogy máshol keressen állást.
Harry és Klaus megállítják a cirkusz két vonata közül az elsőt, hogy ellopják a napi bevételt. Klaus látja, hogy a második szakasz érkezik, és rájön, hogy Angel a fedélzeten van. Frontálisan a vonat felé hajtja az autót, hogy jelezze a mozdonyvezetőnek, állítsa meg a szerelvényt. A második szakasz letaszítja a kocsit a sínekről, megölve ezzel Klaust és Harryt, majd látványos ütközésben belecsapódik az első szakaszba, amely kisiklatja a vasúti kocsikat, feltöri az állatok ketreceit, széttöri a felszerelést, és rengeteg ember megsérül. Brad a roncsok közé szorul, és elvágott artériájából vérzik.
Buttons megpróbál elszökni a roncs helyszínéről, de Holly könyörög neki, hogy mentse meg a férfit, akit szeret. Buttons közvetlen vérátömlesztést ad Bradnek Sebastiantól, akinek ugyanolyan ritka vércsoportja van. Gregory segít neki. Később Gregory különleges ügynök vonakodva letartóztatja Buttons-t, kezet ráz vele, mielőtt megbilincselné, és azt mondja neki: „Rendes ember vagy”. Buttons megmondja Bradnek, hogy mondja meg Hollynak, randevúra tart a barátnőjéhez, utalva arra, hogy esetleg halálbüntetés vár rá.
Holly átveszi az irányítást, és felvonulást rendez, amely az egész közeli várost egy szabadtéri előadásra vezeti. Brad most döbben rá, mennyire szereti Hollyt, de ironikus módon a lánynak most nincs ideje rá, mert a show-nak folytatódnia kell. Sebastian megkéri Angel kezét, és a lány elfogadja. A film azzal zárul, hogy megkezdik a műsort, a cirkusz pedig nagyszerűen felépül a katasztrófából, hogy folytassa a turnét.

## Szereplők
| Karakter            | Színész             | Magyar hang       |
| ------------------- | ------------------- | ----------------- |
| Holly               | Betty Hutton        | Vándor Éva        |
| A Nagy Sebastian    | Cornel Wilde        | Sebestyén András  |
| Brad Braden         | Charlton Heston     | Vándorfi László   |
| Phyllis             | Dorothy Lamour      | Pálos Zsuzsa      |
| Angel               | Gloria Grahame      | Kiss Erika        |
| Gregory FBI-ügynök  | Henry Wilcoxon      | Kéry Gyula        |
| Klaus               | Lyle Bettger        | Gáti Oszkár       |
| Mr. Henderson       | Lawrence Tierney    | Orosz István      |
| Önmaga              | Emmett Kelly        |                   |
| Önmaga              | Cucciola            |                   |
| Önmaga              | Antoinette Concello |                   |
| Önmaga              | John Ringling North | Szersén Gyula     |
| Önmaga              | Tuffy Genders       | Vass Gábor        |
| Harry               | John Kellogg        | Dózsa László      |
| Igazgatóhelyettes   | John Ridgely        |                   |
| Cirkuszorvos        | Frank Wilcox        | Kautzky József    |
| Porondmester        | Robert Carson       | Beregi Péter      |
| Buttons anyja       | Lillian Albertson   | Kassai Ilona      |
| Birdie              | Julia Faye          | Mednyánszky Ági   |
| Buttons, a bohóc    | James Stewart       | Fülöp Zsigmond    |
| Lou Jacobs, a bohóc | Lou Jacobs          |                   |
| Rus                 | Rus Conklin         | Kassai Károly     |
| Jack                | John Crawford       | Kiss Gábor        |
| Dorothy             | Dorothy Crider      |                   |
| Néző                | Bing Crosby         |                   |
| Narrátor            | Cecil B. DeMille    | Rajhona Ádám      |
| Jack Lawson         | John Parrish        | Dobránszky Zoltán |

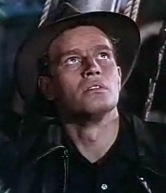
Charlton Heston

A filmben mintegy 85 Ringling Bros. és Barnum & Bailey Cirkuszi mutatványos szerepel, köztük Emmett Kelly és Lou Jacobs bohócok, Cucciola törpe, Merle Evans karmester, Miss Loni lábzsonglőr és Antoinette Concello légtornász. John Ringling North a cirkusz tulajdonosaként saját magát alakítja.

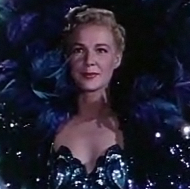
Betty Hutton, mint Holly

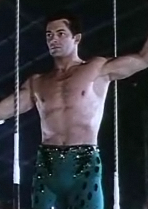
Cornel Wilde, mint A Nagy Sebastián

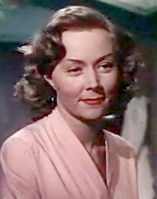
Gloria Grahame

A filmben számos nem feltüntetett cameoszerep van (főleg a cirkuszi közönségben), köztük Bob Hope és Bing Crosby, akik Dorothy Lamour társszereplői a Road to ... filmekben. William Boyd Hopalong Cassidy szokásos alakjában jelenik meg. Danny Thomas, Van Heflin, Oliver Blake karakterszínész és Noel Neill többek között cirkuszi vendégekként szerepelnek. Leon Ames látható és hallható a vonatszerencsétlenséget bemutató jelenetben. A film utolsó pillanataiban a legvégéig névtelenül maradó kéregető látható. A hangjáról kiderül, hogy ő Edmond O'Brien.

## Hatás
A film alapján azonos címmel televíziós sorozat is készült, amelyben Jack Palance alakította Charlton Heston karakterét. A műsor kedd esténként harminc epizódon keresztül futott az ABC-n az 1963-1964-es évadban.
Az azonos című főcímdal később a WGN-TV hosszú ideig futó Bozo's Circus című műsorának főcímdala volt.
A földkerekség legnagyobb show-ja volt az első film, amelyet Steven Spielberg rendező látott, és az egyik fő inspirációnak tartja, amely filmes karrierjéhez vezetett. A film vonatbaleset-jelenetét emelte ki nagy hatásként, amely az általa készített Super 8 (2011) című sci-fi filmben is megjelenik. A Világok harca 2005-ös remake-jének egyik korai jelenetében a film vonatszerencsétlenségének jelenete villan be, amikor két gyerek szörfözik a csatornákon.

## Fordítás
- Ez a szócikk részben vagy egészben  a   The Greatest Show on Earth (film) című angol Wikipédia-szócikk fordításán alapul.  Az eredeti cikk szerkesztőit annak laptörténete sorolja fel. Ez a jelzés csupán a megfogalmazás eredetét és a szerzői jogokat jelzi, nem szolgál a cikkben szereplő információk forrásmegjelöléseként.